# ニューエイジ
ニューエイジ（英: New Age「新時代」の意）とは、20世紀後半に現れた自己意識運動であり、宗教的・疑似宗教的な潮流である。ニューエイジという言葉は、魚座の時代から水瓶座の時代 (Age of Aquarius) の新時代（ニューエイジ）に移行するという西洋占星術の思想に基づいている。グノーシス的・超越的な立場を根幹とし、物質的世界によって見えなくなっている神聖な真実を得ることを目指す。ニューエイジ思想の運動は、ニューエイジ運動という。

## 概要
人間の潜在能力の無限の可能性の強調、宇宙・自然・生命などの大いなるものとのつながり、個人の霊性・精神性の向上の探究、ホリスティックであること（一元論、汎神論、グローバル化の実現など）、環境保護的であること（ガイア思想、人間は地球の中枢神経系の神経であるという理解など）、両性具有的であること（反対のもの・男女の相補性、陰陽・虹に象徴される）、神秘的であること（あらゆるもの・日常の中に聖なるものを見出す）、地球的であること（愛・あわれみ・平和の推進、世界政府樹立の推進）などを特徴とする思想・実践の潮流で、現代においてはサブカルチャーとして広くみられる。
ヴァウター・ハーネフラーフとクリストファー・パートリッジによって、現代のニューエイジは19世紀に展開した知のプロセス（intellectual processes）に根ざしていることが立証されており、一般的に、19世紀の心霊主義、ニューソート、神智学の伝統から派生したもの、グノーシス主義、ロマン主義、神智学が現代的に再編されたものであるとみなされている。内側からやってくる「スピリチュアルな真実」があると信じそれを称賛するという点において、新しいタイプの神秘主義であり、自分自身が神になるという自己啓発の神秘主義といえる。ニューエイジ（とその系譜の「スピリチュアル」でも）「自分を知ること」「自分らしく生きること」に至上の価値が置かれている。

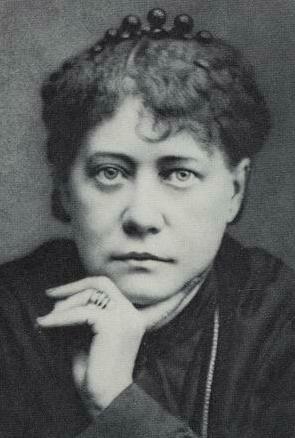
近代神智学の開祖ブラヴァツキー（1877年）

教皇庁によると、ダーウィンの「進化論」の一般的な受容と、自然界の秘められた「霊的な力」の重視が、ニューエイジ思想のかなりの部分の土台になっている。ユダヤ・キリスト教をゆがんでいると考え、それ以外・それ以前の毒されていない宗教として、東洋の宗教やキリスト教以前の宗教（異教）を重視した。教皇庁は、「エソテリック（秘教的）な要素と世俗的な要素の混合」であることがニューエイジの新しさである、と述べている。
ニューエイジに導入された個々の要素は、以前からあったものが多い。宗教学者のマイケル・ヨークは、ニューエイジと先行する運動や思想との区別は、「新しい時代」が迫っており、自分たちはその時代を先取りする精神を持ち、その時代をもたらす新たな思考の代表者なのだという自覚、当事者の言葉で言うと「水瓶座の時代の『意識の量子的跳躍』に参加しているという意識」の有無であるとしている。
マイケル・ヨークは、人間性心理学を直接の起源の一つとし、ある意味では、ユダヤ系ドイツ人亡命者フレデリック・パールズらが始めた人間性回復運動における自己意識のスピリチュアル化に当たるものであると述べている。
西洋では1950年代に、支配的な秩序に対する拒絶・強い黙示録的信念を持つUFOカルトが隆盛しており、オランダの西洋エソテリシズム研究者ヴァウター・ハーネフラーフは、これを原ニューエイジ運動とみなし、アリス・ベイリーの神智学的体系の強い影響を指摘している。イギリスでは1960年代以降に、UFOカルトの黙示録的傾向を受け継いだフィンドホーン共同体のようなオルタナティヴなカウンターカルチャー的共同体がいくつも生まれたが、黙示録的な大事件を期待する受動的な態度から、新時代の創造に役立とうという能動的・開拓者的な態度へ変わっていき、ハーネフラーフは、こうした理想主義的な世界改革主義者の運動を狭義のニューエイジと呼び、「基本的な観念に関して言えば、この運動はアメリカよりはイギリスにその根をもっており、その世界観は人智学と神智学の諸要素に深く基づいている」と指摘している。SF作家のヘルベルト・W・フランケも、狭義のニューエイジは、1950年代にフィンドホーン共同体のようなイギリスの小さな共同体で始まったとしている。宗教学者の島薗進は、ニューエイジは、まずアメリカで発展し、イギリスでも同様に隆盛したとしている。
ヨーロッパ大陸やオーストラリア、ニュージーランドでも英米に次ぐ盛り上がりを見せた。日本をはじめとする東アジア地域にも影響が大きく、特に韓国とフィリピンで盛んである。日本では精神世界の名で広まり、その後「スピリチュアル」と呼ばれるものにほぼ受けつがれた。ただし、社会的側面は日本ではほとんど見られない。台湾では1989年に方智出版社の「新時代シリーズ」が刊行され、ニューエイジに関する書籍が様々に出版され「身心霊」の名で定着しており、台湾のスピリチュアル作家が中国に進出するなど、中国にも広まってきている。中国には「迷信の教えを巻き散らす」こと禁じるキャンペーンや法律があるが、ニューエイジのグループはアカデミックな領域と関わったり政府の活動に協力するなど、政治状況を読んでうまく立ち回り、目を付けられることを免れている。
ニューエイジは非常に多様かつ広大な現象であり、ゆるやかなネットワークでつながり、非組織的でもある。様々な運動と宗教が複雑に絡み合い、団体には類似したものや明らかな真似もあれば、正反対のものも存在する。自由、本来性、独立などが神聖視され、父権性に抵抗を感じる現代人を惹きつける一方、多くの場合完全に運命論的でもある。このように、運動内に多くの緊張と矛盾、相克を抱えており、マイケル・ヨークは、「不便なことに、研究者がニューエイジにアプローチする際、適切で包括的な概説は存在しない」「多くの考えがありながら、運動全体について語ることができる者はいない」と述べている。多様な文化に横断して広まっており、音楽、映画、セミナー、ワークショップ、瞑想会、セラピーなど多くの活動・現象があり、決まった形式はなく、参加者たちの関わり方のゆるやかさや均一性のなさから、ニューエイジを「新宗教運動」のように「ニューエイジ運動」と呼ぶことを疑問視する意見もある。
一部の宗教団体の思想的源泉になっており、一部の宗教団体は意識的にニューエイジの要素を取り込んでいる。神智学協会や心霊主義教会といった超物理（メタフィジカル）/オカルト・サブカルチャーの共同体とやや距離を置きつつも連続性がある。自己啓発セミナーとの関係も深く、2007年現在ではニューエイジ活動家や民間セラピストには、自己啓発セミナーの受講者が少なくない。意図的に意識変容を起こそうとする点・民間レベルでのセラピーの実践を含む点で両者は共通しており、自己啓発セミナーはニューエイジ / 精神世界の一部とも考えられてきた。
宗教学者の島薗進は、「ニューエイジ運動」を学術用語として用いる場合、当事者が「ニューエイジ」と自覚する現象を扱う場合問題はないが、新しい意識の時代の到来を強調する本来のニューエイジとその周辺が混同されたり、前者が後者に飲み込まれるなどの問題があるため、アメリカや日本の精神世界などの「ニューエイジとその周辺」をグローバルな運動、または新しい宗教運動の地域的に異なる現れとみる立場から「新霊性運動」と呼ぶことを提案している。
京都大学の本山美彦は、ニューエイジ・ムーブメントは「新時代運動」ではなく、「維新運動」として理解されるべきものであり、「この運動は、「西欧中心史観」を反省し、非西欧的な思考と行動様式を取り入れようとしたものである。しかも、非西欧的なものを単純に、神秘主義的に、あるいは、オカルト的に模倣するのではなく、そこに現代科学の目を通して、自分のものにして、旧い西欧を新しい社会に適合できる「現象的、精神的、思想的、社会学的重点移動」を実現させる「信仰的社会的運動」として定義している。
背景としては、社会の中心を占めていた諸要素が権威や信用を失って人々が公的な判断を受け入れなくなり、「アイデンティティ」の不安に苛まれるようになり、人間性が崇拝され、宗教が内面化し、自己の神聖化を称揚するようになったことがある。ニューエイジャーは代替的な制度が自身の深い欲求を満たしてくれるよう望んでおり、教皇庁は、ニューエイジの人気は、既存の制度では満たされないことの多かった渇きに応えたことにあると評している。ニューエイジの大部分は「現代文化への反動」であるが、「現代文化の落とし子」であるともいえるという。
文化の盗用であり、浅はかで独善的、現実逃避、迷信、寄せ集めの疑似セラピー、騙しやすい人から金を巻き上げる手段など批判や疑問もあるが、教皇庁は（批判的な立場からであるが）、冷酷・非情な世界をあたたかくより良いものにしようという試みであるとも評している。

## 歴史

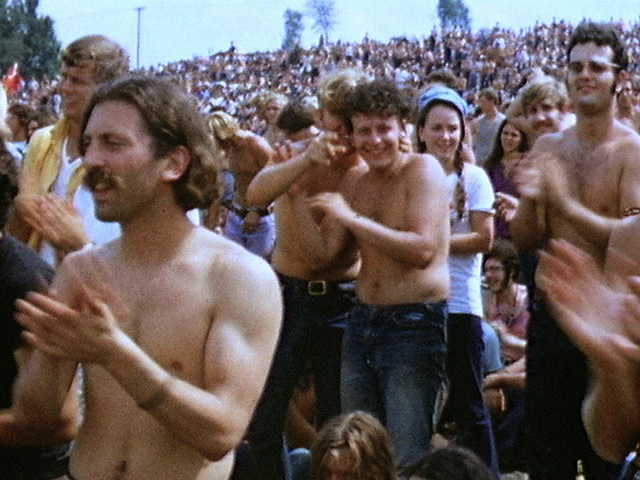
ウッドストック・フェスティバル

宗教学者のマイケル・ヨークは、1960年代から1970年代に潜在的に発展していたが、1980年代に宗教的・準宗教的な選択肢として知られるようになったと考えている。ニューエイジの最初の具体的な出来事として、1969年にニューヨーク州のウッドストックで開催された音楽祭ウッドストック・フェスティバルと、ミュージカル「ヘアー」がある。「ヘアー」では「アクエリアス」という曲でニューエイジのテーマが表現された。この頃から、対抗文化などを通して、「キリスト教」とも「近代合理主義」とも違う新しい文化原理を探求する運動が、大衆レベルで行われていた。
ロックバンドのビートルズや、Apple創業者スティーブ・ジョブズなども、ヒッピー・ムーブメントにコミットし、米国で活躍したインド人マハリシ・マヘーシュ・ヨーギーは「超越瞑想」を創始しニューエイジの牽引者の一人となった。人類学者カルロス・カスタネダはドラッグを通じて異次元の世界を体験する著作を刊行し、ハーバード大学心理学部教授のラム・ダスがヨーガを紹介した書物『ビー・ヒア・ナウ』(1971)を発表し、「ヒッピーの聖典」として世界的なベストセラーとなった。

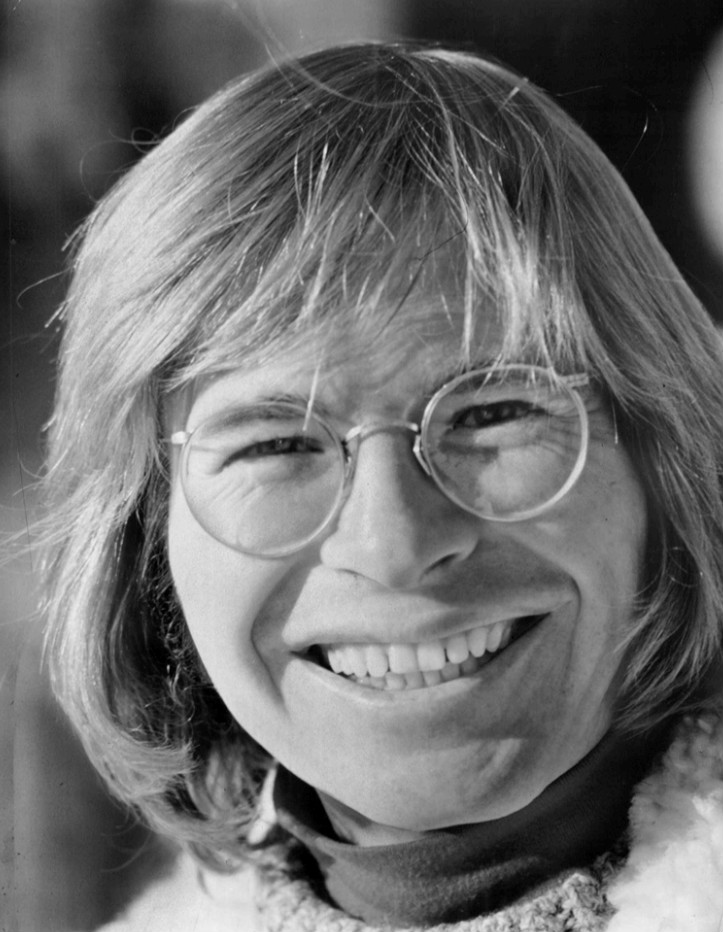
ジョン・デンバー

1976年、シンガーソングライターのジョン・デンバーはコロラド州スノーマス近郊にニューエイジ・コミューン（New Age Commune、ニューエイジ村）を作り、合気道によって宇宙精神と合致することを目指し、ピラミッドのなかで瞑想を行い、将来自分が大統領になることなどを信じて生活をした。またウィラード・ガーベイもバックミンスター・フラー型のピラミッドを建設し、これはニューエイジ精神を体現すべく設計されたものであった。

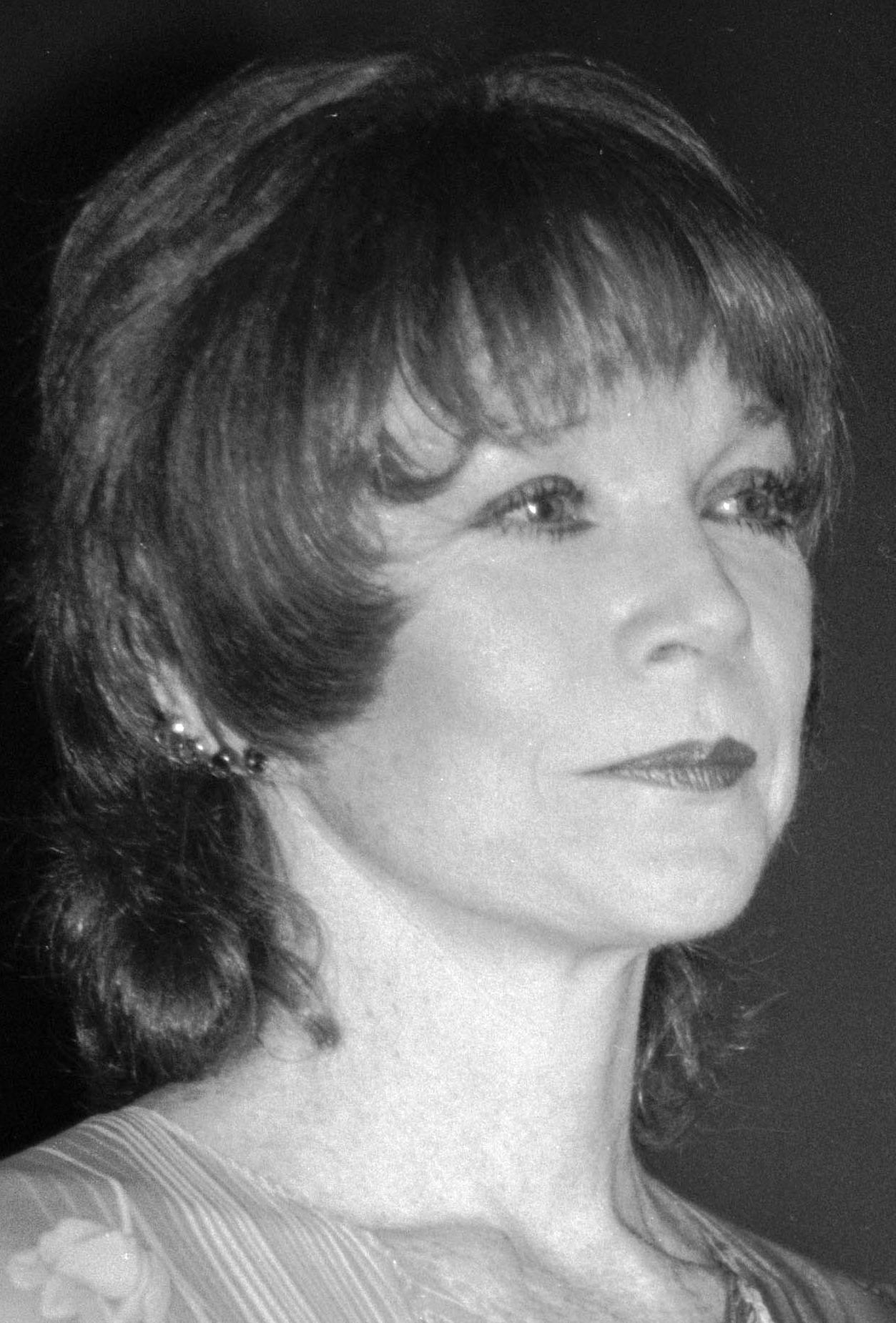
ニューエイジの重要な伝道師だった女優シャーリー・マクレーン（1987年）

女優のシャーリー・マクレーンは、ニューエイジ思想に感銘を受け、前世からのカルマの解消には自己を磨くこと、自己啓発が必要であり、精神（魂）のあり方が現実を左右すると考え、スピリチュアルな自伝的著作を発表し、転生思想・チャネリング・ネガティブなものからの解放・大いなる自己との出会いを語り、批判や冷笑も集めたが、ニューエイジ思想を西洋世界に広めた。ジョセフ・マーフィーと共に、ポジティブ・シンキングを一般に広めることに大きく貢献したといわれる。カルマ解消のための愛（不倫関係）を語った『アウト・オン・ア・リム』（1983年）はニューエイジのバイブル的存在だった。

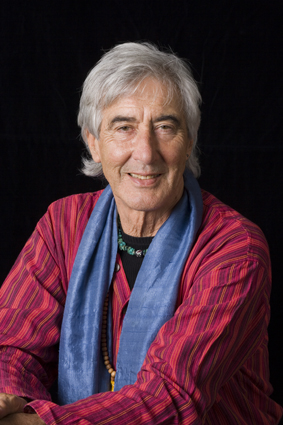
ハーモニック・コンバージェンスを主催したホゼ・アグエイアス

1986年8月16・17日が「調和ある収斂（ハーモニック・コンバージェンス）」の時とされ、新時代を待望し、そのための霊的エネルギーを結集しようとニューエイジャーが各地の聖地や神殿に集った。これがマスコミの注目を集めてからかい半分の記事があふれ、ニューエイジ運動は広く顕在化した。
1987年にはマクレーンの『アウト・オン・ア・リム』がABCの全国ネットでドラマ化され数千万人が視聴し、続編小説『ダンシング・イン・ザ・ライト』と番組制作過程を物語にした『オール・イン・ザ・プレイング』3冊合わせて数百万部売れた。これにより、マクレーンが語るような信仰が多くの大衆の支持を得ていることが、広く一般に知られるようになった。同年アメリカ人チャネラーのダリル・アンカが来日してバシャールという宇宙存在のメッセージを伝て人気を博し、日本の精神世界に大きな影響を与えた。
ニューエイジ思想は、1970年代以降、日本にも流入し、新宗教やオカルト・ブーム、また阿含宗の桐山靖雄、宗教学者の中沢新一やオウム真理教の麻原彰晃に影響を与えた。宗教学者の島薗進は、オウム入信者に精神世界が入り口となった信者が相当数いたことを指摘している。
1979年（昭和54年）に放送されたテレビアニメ機動戦士ガンダムでは、「ニュータイプ」という超常能力を持ち垣根なく理解し合える新人類の登場が描かれているが、ニューエイジ思想の影響が指摘されている。
1980年代には、日本の宗教集団、アニメ、オカルト雑誌などで、将来、最終戦争（ハルマゲドン）が起こると考え、前世の記憶を共有する仲間たちと連帯し戦おうという信念や空想がみられ、「前世の仲間探し」がブームになった。『ぼくの地球を守って』などの少女漫画が、マクレーンのような転生思想の一般への伝導者の役割を果たしたと言われる。
以前は対抗文化に限られていたスピリチュアルな・神秘的な傾向が、ニューエイジを通して「主流文化」に定着し、医療・科学・芸術・宗教などの広い分野に影響を与えた。そのため、「革命的」と考えられてきたものも、そうみなされなくなっていった。教皇庁は、2007年時点では、ニューエイジの関係者にかつてあった「理想主義」はみられなくなり、左翼思想とのつながりもなくなり、幻覚剤も以前のように使われていないと述べている。

## 占星術の周期と時代の霊的なシフト

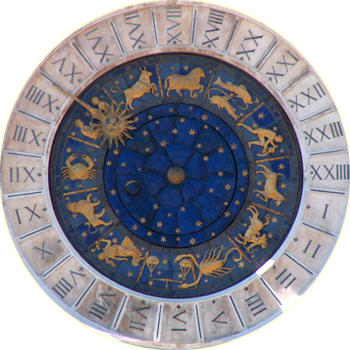
西洋占星術のアクエリアス（水瓶座）の時代の思想がニューエイジに影響を与えた

元々ニューエイジという言葉は、フランス革命とアメリカ独立戦争の時代に、薔薇十字団とフリーメイソンによって使われたようである。
西洋占星術の伝統の中に、「新時代への文明」へのバラ色の期待を掻き立てるものがあり、これが「ニューエイジ」という言葉の直接の源泉と考えられている。「水瓶座の時代」への移行が人類の精神の大きな進化の過程であるという考えは、進化論流行時代の霊媒・予言者で近代神智学を創始したヘレナ・P・ブラヴァツキーの神智学協会の運動が、普及に大きく貢献した。ただし、神智学協会の運動全体のなかでの「ニューエイジ」の概念はあまり重視されていなかった。神智学協会から分派したアリス・ベイリー（1880年 - 1949年）の著作で頻繁に使われており、水瓶座の時代 ＝ 新時代を指す言葉として使われる一因になったと言われる。ベイリーの著作は他の神智学系の文書と共に、1960年代以降のニューエイジに大きな影響を与えた。
「ニューエイジ」が大きな潮流の鍵概念となるのは、1970年代に入ってからである。この言葉は、多くの人々にとって歴史上の重要な転換点を意味しており、占星術師たちは、キリスト教が支配していた「魚座の時代」から、第三千年期の初めには水瓶座の「新しい時代」に代わると考えた。これは理論ではなく未来像であり、神智学、心霊主義、人智学、それに先行する秘教的な思想の影響を受けたものである。宗教学者の大田俊寛によると、神智学に始まり1960年代にアメリカ合衆国西海岸を中心地にヒッピーと呼ばれた当時の若者の間で流行した思想を受け継ぐもので、旧来の物質文明が終焉を迎え新たな霊的文明が勃興するという、霊的（霊性・スピリチュアリティ）革命論・進化論の思想であると述べている。霊性を進化させて物質文明から精神文明への転換を起こすことが主唱され、現在の物質文明は破局を迎えるという終末論や、人類の意識や霊性が徐々に高まり黄金時代が到来するなど、世界の変容をめぐる様々な思想・未来像が唱えられた。パラダイムシフト、アセンションとも。典型的な例が、神智学協会的な「宇宙人類進化神話」を引き継ぐホゼ・アグエイアスが1987年に起こると主張した、「調和ある収斂（ハーモニック・コンバージェンス）」である。
千年王国思想とニューエイジが結びつくことで、終末思想が伝統的な宗教以外の代替スピリチュアリティにも見られるようになった。教皇庁は、ニューエイジに流入した諸要素が、個人・社会・世界に根本的な変化が起こるために時は満ちたという思想と結びついている、と述べている。ニューエイジは、グローバルな意識の高まりと、環境破壊への切迫した危機感によって成長した。

## 折衷主義
霊や異次元の存在との交流（交霊・チャネリング）、病気や貧困・悪は実在せず、心の病気または幻影であるという考え、カルマや転生の思想といった、西洋オカルティズムや異教主義に東洋の思想を導入し混合した、西洋の非主流の秘教的な思想を受け継いでいる。超物理（メタフィジカル）・人間性回復運動（ヒューマン・ポテンシャル・ムーブメント）・フレデリック・パールズらが始めた人間性心理学なども混ざり合ってできている。
古代エジプトのオカルト儀礼、カバラ思想、初期キリスト教時代のグノーシス主義、イスラム教のスーフィズム、ケルトのドルイドの伝承、ケルト・キリスト教、中世錬金術、ルネサンスのヘルメス主義、仏教、禅、ヒンドゥー教、ヨーガなどが取り込まれており、インドの不二一元論的なヒンドゥーイズムの非人格的な神性の概念と共に、大衆的なバクティの伝統も人気を集めた。
宗教学者のジェレミー・R・キャレットは、伝統を現代に有用なものに翻案し変容しようとする、ポストモダンのスピリチュアリティの作用の古典的な表れの一つであると述べている。伝統を政治に左右されながらも伝えられてきた豊かな資源であるとみなし、人種・階級・ジェンダーの問題に役立つものであると考え、「純粋な伝統」という概念は留保しつつ、解釈の多様性を肯定する。

### 悟り（enlightenment）
文献学者・東洋学者のマックス・ミュラーが、サンスクリット語の仏語の「bodhi（梵: bodhi、菩提、悟り）を「enlightenment（（比喩的に）盲目状態を取り除くこと、照らすこと、啓蒙することの意）」と訳し、神智学のヘレナ・P・ブラヴァツキー、ヒンドゥー教のヴィヴェーカーナンダ、心理学者のウィリアム・ジェームズ、仏教学者の鈴木大拙、サイケデリック体験の理論家でカウンターカルチャーの巨人の一人オルダス・ハクスリー等により、神智学的・永遠主義（ペレニアリズム、永遠の哲学）的・シンクレティズム（混合主義）的に解釈され、悟りとは人に「完全な解放」「真の終着点」をもたらし、賢者や仏陀（悟りを開いた人、覚者）に変える最終的・永続的な神秘体験であり、全ての宗教に共通する目的であるとも解釈されるようになった。ハクスリーは、悟りをあらゆる経験的・神秘主義的な宗教の目標とし、悟りは普遍的なものと認識されるようになった。
多くのニューエイジャーは、上記のように解釈された悟り（enlightenment）が霊的・精神的発達の最終目標であると信じており、ニューエイジにおいて非常に重要な概念である。多くのニューエイジャーは、全ての真の宗教の目標は悟りであり、悟りを開いた人「マスター」が存在し、悟りに至るには、マスターとの関わりが不可欠だと考えている。社会学者の樫村愛子は、混合主義的なヒンドゥー教系新宗教運動「ラジニーシ運動」を率いたバグワン・シュリ・ラジニーシをニューエイジの原点としており、ラジニーシは悟りを開いたマスターを自認し、マスターに自我を明け渡さない限り、迷いを抜けて悟る（光明を得る）ことはできないと説いていた。ラジニーシ教団は1984年にアメリカでバイオテロ事件を起こし、アメリカの教団コミューンが崩壊すると、多くの信者が教団を離れ、精神世界的な活動が活発でニューエイジ運動の中心となったアメリカ西海岸や南西部に移った。ニューエイジの様々な活動は、ラジニーシ運動の参加者が開始したり、何らかの形で関わっていることが多い。
ニューエイジャーは、イエス・キリストのような歴史的な宗教者をマスターとみなし、パウロの著作ではなく山上の垂訓のような神秘的な傾向のある文献を証拠として引用し、組織化され制度化された宗教を、人々を悟りに導くことだけを望んでいたマスターの教えの堕落とみなし、軽蔑する。悟りは宗教の信念の中心に位置付けられ、すべての真の宗教は、悟りを広め永続させる試みであると解釈される。また、悟りは進化論的発達の終点と説明される。ニューエイジャーたちは悟りの概念の上に、彼らが究極的価値と考えるものを好きなように積み重ねている。
ニューエイジでは、悟りは宗教家だけでなく全ての人に開かれていると考えられ、講座、セミナー、書籍、映像等で悟りのテクニックを学ぶことができる。ニューエイジの社会では、悟りはステータスの変化であり、マスターとみなされるようになれば、利益を得ることができる。

## 参加者と方向性
支持者や共鳴者をはっきり数えることは難しいが、アメリカ国内ではゴードン・メルトンは数十万人（1990年）、ポール・ヒーラスは1千万人から1千200万人（1993年）と推定している。
方向性としては、超自然の実在を信じその介入を受け入れるオカルト・秘教的側面、人間の努力・個人の成長を重視し個々人の発達による社会と人類の変革を期待する「スピリチュアル的側面」、社会奉仕と現実的・具体的な仕事を重んじる「社会的な側面」があり、互いに混じり合っている。
ニューエイジの支持者には、人類のスピリチュアルな移行が将来起こると真剣に信じているような信者の中核グループがあり、その中で大きなものが「スピリチュアル探究者」と呼ばれている。中核グループより厚い層として、本当の自分であることを求め、真正性を中心に置く自分探しの一群がある。最大のグループは、単にクライアント（お客様・依頼者）と呼ばれる無頓着な消費者であり、中核グループの多くは彼らと連携している。依頼者たちは現世利益や精神的支えを求め、ヨーガやホメオパシー、スピリチュアル・エコロジー講座や性的錬金術瞑想などの講座やセラピーに通い、多くはニューエイジ運動に深く関係せず周縁にいる。ここから中核グループに移行する人もいる。ニューエイジ的な物事の信奉者の多くは女性で、指導者にも女性が多い。

## 倫理観・転生思想・精神の物質化
ニューエイジの独特の点として、前向きであることを重視し、障害や否定性を全く認めないことがあげられる。これは現実世界に対し、自身の望みどおりになるよう要求する主張であるともいえる。前向きな思考・姿勢は、たとえ甘い認識に基づいた浅薄な態度であろうとも、高い目標に到達するための手段として支持される。こうした考えは世界の代表的な宗教と最も異なる点であり、伝統的な宗教に見られる天罰・原罪などの罪と罰の観念はニューエイジには全く見られない。善悪の区別（倫理）はなく、人の行いは覚醒の結果か無知の結果であり、罪があるとされることはなく、そのため許しも必要ない。教皇庁は、ニューエイジでは自己否定を行うことがないため、キリスト教でもないが、仏教でもないと述べている。ニューエイジにおけるカタルシスにふさわしい言葉は、救いではなく癒やしである。宗教学者の島薗進は、救いの観念の欠如が、ニューエイジでは多くの救済宗教で強調される同胞愛や奉仕の精神があまり見られないことと、深く関連していると指摘している。
ヴァウター・ハーネフラーフは、ニューエイジの特徴として「スピリチュアル・マテリアリズム」があり、それは「精神的な豊かさが物質的な豊かさに直結する」、端的に言うと「精神が物質化する」という考え方であるとしている。精神・思いが物理現実に影響を及ぼすと考え、運命はコントロール可能でそれを変えるのは自己責任とされ、暗黙に不幸も自己責任である。ニューエイジャーにとって、助け合いを義務と考えたりそれに喜びを見出すような態度は、奴隷的従属や自己放棄に見え、さほど褒められるものではない。否定的な気持ちを解決するのが愛であるとされるが、行動として示すものではなく、心の持ち方であり、「高波長の波動」であるという。
生まれ変わりの思想は東洋で輪廻として伝統的に見られるが、ニューエイジは転生思想を神智学から直接継承している。西洋の生まれ変わりの思想は、東洋の輪廻観よりはるかに楽観的で、生の繰り返しを通して学び、個人が段階的に完成していく過程であるとされた。心霊主義、神智学、人智学同様に、ニューエイジでは生まれ変わりは宇宙の進化への参加であると考えており、潜在能力の完全な開発に向けた段階的上昇であるとしている。トランスパーソナル心理学にある「高次の自己（ハイヤー・セルフ）」という概念が信じられ、霊的発展はこれと接触することであるとされた。生まれ変わりの思想は、ニューエイジではキリスト教伝統の神の裁きに関する教えを超えるものとされ、地獄の概念を不要にした。伝統的な宗教では天罰と見做されるような困難との遭遇は、スピリチュアルな成長のためのチャンスであり、地上の人生はスピリチュアル発達のための学びの場である。人間は自分の現実を創造することができるので、自分の人生は、病気でさえ自分で選んだものであるという。夢や瞑想によって前世を知ることができるとされた。
強く思えば願望が叶うというニューソート的なポジティブ・シンキング（積極思考）とニューエイジは同一視して語られることもあり、セラピー文化の中の消費主義的な流れ、霊的成功と物質的成功を結びつける考えとの関連も指摘されている。表象文化研究者の加藤有希子は、ニューエイジ・自己啓発・スピリチュアルにおける、シンクロニシティ、引き寄せの法則、「あなたの思いが実現する」ことといった非因果的連関への信仰の契機は「狂気」であり、非因果的連関・偶然の一致を体験した時の快楽「ヌミノース」がその信仰の核心になっていると指摘している。ヌミノースという快楽を誰でも手軽に体験しようというのが、ニューエイジやスピリチュアルにおける営みであるという。

## チャネリングと啓示
ニューエイジでは心霊主義の影響から、高次の霊的存在・大聖(神智学で言うマハトマ）・神・宇宙人・死者などの超越的・常識を超えた存在、通常の精神（自己）に由来しない源泉との交信が可能であると信じられ、その交信、交信による情報の伝達は「チャネリング」と呼ばれた。宗教学者の島薗進は、「神智学協会系」の運動とのつながりは明白であると指摘し、「心理学的な癒しに関わる体系的な知、あるいはニューエイジ的な自己観をめぐる体系的な知を持つシャーマニズム」と定義している。
チャネラーの役割は死霊を呼び出す心霊主義の霊媒に近く、これはアメリカでも知られる概念だったが、アメリカ本流の文化では蔑みの対象だったため、UFO運動で使われていた「チャネラー」という言葉が採用されたようである。マスコミがニューエイジを取り上げる際に、常識はずれで異常な、お笑い草の軽々しい信仰というイメージを作る格好のネタとして取り上げられると同時に、ニューエイジ運動の形成と拡大に「重要な役割」を果たした。教皇庁は、チャネリングが最も共通の要素としてみられることから、ニューエイジは厳密にはスピリチュアリティではなく、「心霊主義の現代版」であると述べている。
心霊主義のような「死後存続」の証明よりも、今ここで霊的な成長を助けてくれる「高い知恵」を得ることが興味の対象となっている。（とはいえ、ニューエイジで上位のマスターとみなされるイエス・キリスト（イエス大師）など、先人とのチャネリングは死後存続を前提としている。）チャネリングを行う人はチャネル、チャネラーと呼ばれる。交信対象は、しばしば「エンティティ」と呼ばれ、「存在」とも訳される。情報源という意味で「ソース」とも呼ばれる。宇宙存在、宇宙人とされるものもあるが、肉体を持っているとは限らないとされる。チャネリングの方法は憑依による口述、自動筆記などがあり、トランス状態で行われる場合や、チャネルが意識のある状態でメッセージを聞き取るような、トランス状態ではないと思われる場合もあり、方法、内実ともに多様である。
根本的なニューエイジ信条の多くは、まずチャネルされたメッセージとして定式化されており、チャネリングはニューエイジ宗教の生成において「決定的な重要性」を持っていた。ヴァウター・ハーネフラーフは、ほとんどのニューエイジャーは、霊的権威の信頼できる唯一の源泉は「自分自身の内的自己」であるとみなすものの、ニューエイジ運動はかなりの程度において「啓示に基づく宗教」（Offenbarungsreligion)と性格づけることが可能であるとしている。島薗進は、「エンティティ」に対するチャネルの関係は受動的なものではなく、あくまで主体は「自分」にあり、「エンティティ」は手助けをするに留まると述べている
チャネルで伝えられるメッセージは、①その人の過去や未来 ②宇宙観や人間観、歴史観などの真理に関する教説・啓示 ③チャネリングの実践自体が示す世界の構造（物理的現実だけでなく2つ以上のリアリティーがある、人の心はつながっており全体でひとつ）に分けられる。②の教説（啓示）の要点は、キリスト教の立場のエリオット・ミラーの要約によると、次の6つである。
1. あなたはあなたの神である / あなたはあなた自身のリアリティーを創造する。これが教説の中心である。神は遍在し、人は神の性格を分有するという汎神論的世界観。
2. あなたはあなた自身の救い主である。外部の救いの力は必要ない。自らを探求することで救いに近づく。（表象文化研究者の加藤有希子は、自分を知れば何かすごいことが起こるという期待があり、ソクラテスの「汝自身を知れ」の含蓄とは区別されるべきと述べている[68]）
3. 愛。まず自分を愛することが大事で、自分を愛せなければ他者を愛せないとされる。正邪を全く問わずすべて受け入れる「無条件の愛」も強調される。
4. 死は存在しない。死は幻想である。死と呼ばれるものは、より高いレベルへの移行であり、おそらく生まれ変わって地上に戻る。
5. 大いなる自己・上位自己と人生の目的。大いなる自己は人生全体の目的を知っており、それは過去生（前世）のカルマを返し、魂の向上・霊的レベルアップに必要な教訓を得ることだとされる。カルマという用語が使われるが、インド思想のカルマの概念は完全に「換骨奪胎」され、カルマの支配に代わって、自分で自分のリアリティを作ることが可能という楽観的な論調である。チャネリングを学ぶものは、大いなる自己と融合しチャネルできるようになることを目指す。
6. 大いなる自己をサポートする指導霊（守護霊）の存在。指導霊は霊的レベルアップの歩みを助ける。指導霊と接触できれば、いつでも彼らの指示を得られるようになり、その指導でもっとはっきりしたチャネルも可能になる。島薗進は、指導霊は救済者というより、いつもそばにいて助けてくれる心強い友達のようなものと評している[65]。

これ以外に、よく見られるものに「恐怖」に関する教えがあり、恐れは人を不幸にするため、一切の恐怖をやめれば自己の望みが実現するとされる。また、地球と人類の未来についての予言もあり、危機を告げるものもあるが、大体は楽観的で、危機は移行期の「浄化」の現れとされる。このように、チャネルされた思想はかなり一致があるため、信憑性があると考える人も多く、現代アメリカではある程度まとまりのある現象となっている。共通のパターンは、典拠となる文献や指導者養成システムで作られている訳ではなく、メディアを通して相互に真似し合い、修正し、学ぶことで形作られ、その時々の人気の「ソース」やチャネラーによって新しい路線が現れ、変容し続けている。チャネラーの数は80年代に急増し、1986年にロサンゼルス・タイムズは、10年前にはわずか2人だったプロのチャネラーの数は、数千人を超えているだろうと書いている。
帝京大学の進藤英樹は、ニューエイジ宗教の中心となる啓示の大部分は、チャネルになることを学んだのではない生来のチャネルによって作られており、こうした啓示の場合、チャネリングの過程は、たいてい霊媒の不意を襲うような形で、自然発生的に開始すると指摘している。そして、このようなチャネリングは、多く意図的なチャネリングに発展・移行するが、コントロールできないままのこともある。
ニューエイジで支持を集めたチャネルとして、ニューエイジで広められているチャネリング形態のモデルとなったジェーン・ロバーツ（1929年 – 1984年）、前世がアトランティス人でアトランティス大陸の戦士とチャネルしたというジュディス・ゼブラ・ナイト（1946年 - ）、ケビン・ライアーソン、ジャック・パーセルなどがいる。ニューヨークのコロンビア長老派医療センターの心理学者ヘレン・シチュクマン博士（1909年 - 1981年）は、自分の内部から声（イエス・キリストとほのめかされている）を聞く様になり、上司のウィリアム・セットフォード博士の勧めでそれをまとめた（作者名は明記されず、シチュクマンは死ぬまで原作者であると認めなかった。）二人の協働で『奇跡の学習コース』という独習過程がまとめられ、人気を呼びニューエイジに大きな影響を与えた。読者を全ての困難に立ち向かわせ心を愛に目覚めさせ、正しいスピリチュアリティに導くという教えが聖書の用語を使って語られている。悪の可能性は否定されており、一元論的で、中心となる信念は8世紀インドのシャンカラの非二元論的アドヴァイタ・ヴェーダーンタに近い。これは現代で最も有名なスピリチュアリティ文書の一つで、ハーネフラーフはコースを「スピリチュアリティのニューエイジ・ネットワークにおいて『聖典』の役割を果たしたということのできる『唯一の書』」と述べている。

## 癒やしと代替医療

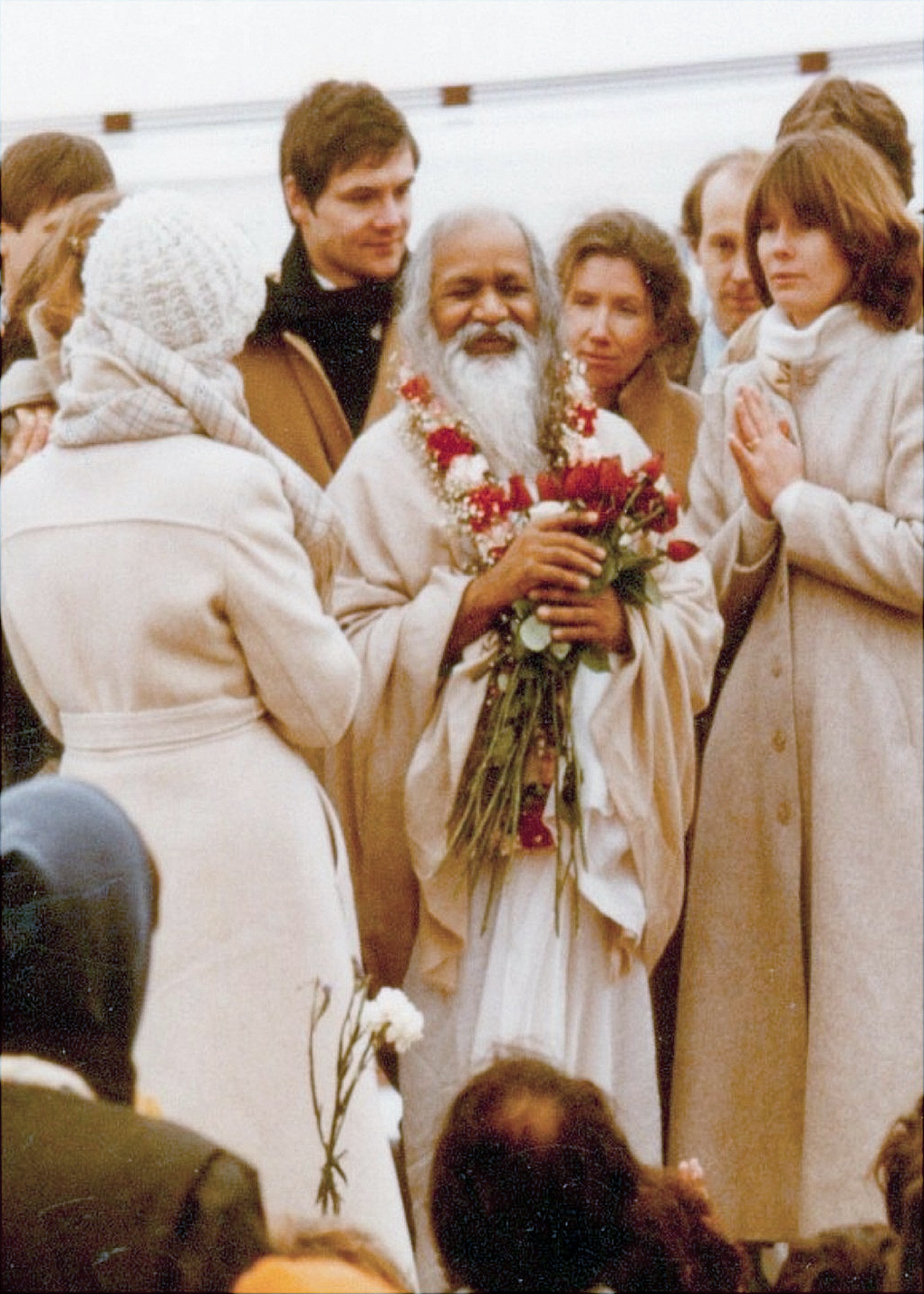
超滅瞑想を提唱したインド人導師マハリシ・マヘーシュ・ヨーギー（1979年）

ニューソートの影響から、「悪」は心の幻影であると考え、そのため悪は実在せず、「病」も「貧困」も根絶できるとしている。人間の脳には無限ともいえる可能性があり、脳は究極的な宇宙エネルギーと関係があり、人間は自分自身を癒やすことができるとされている。
個々の病気に対応する対症療法的な現代医療に対し、人間全体を見ると主張し「治療」より「癒やし」を重視する代替医療が人気を博し、ホリスティック医療と呼ばれる。身体の癒やしにおける心の重要性を説き、心身相関に関して免疫システムとインド由来のチャクラの理論が用いられる。病気は自然に逆らうことが原因であるとされ、自然と「波長」が合えば、健康になり、経済的にも成功が期待できるとされる。死は避けられないものではないというセラピストもいる。

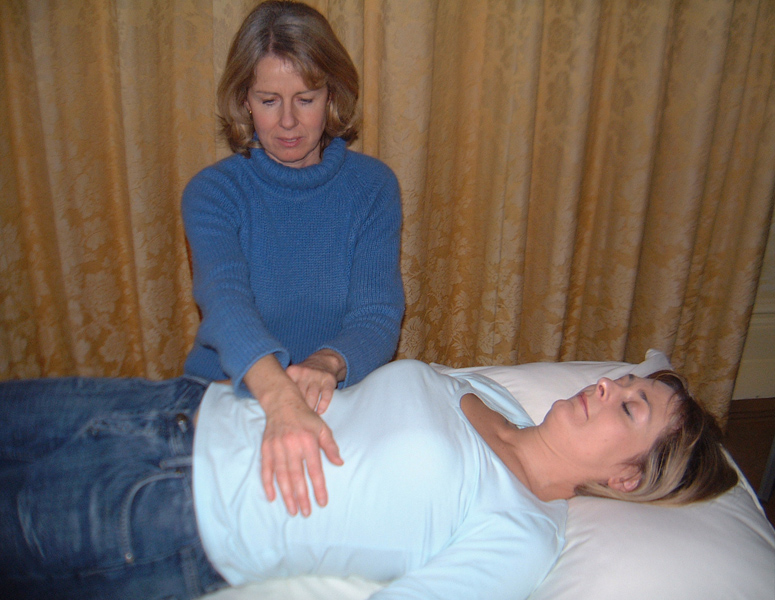
日本の霊術由来のレイキ。

健康増進のために、中国医学の鍼、太極拳、ヨーガ、禅、合気道、超越瞑想などの瞑想、生体エネルギー論（エネルギー療法）、ネオ・シャーマニズム、バイオフィードバック、カイロプラクティック、キネシオロジー（運動療法）、虹彩学（イリドロジー。虹彩で健康状態を判断しようという民間療法の一種）、ホメオパシー、マッサージ、ロルフィング・リフレクソロジー・セラピューティック・タッチ・レイキ・フェルデンクライスメソッド・指圧などのボディワーク、エスリン研究所で発展したゲシュタルト療法・エンカウンターグループ、交流分析などの心理理論、大規模自己啓発セミナー（LGAT）の一種であるエアハード式セミナー・トレーニング（略称：エスト。後継団体にランドマーク・ワールドワイドがある）、ヴィジュアリゼーション、栄養療法、サイキック・ヒーリング（超能力治療）、ハーブ療法、クリスタル・メタル・音楽・カラーなどによるヒーリング、前世療法、12ステップ・プログラム、様々な自助グループなどが行われた。ニューエイジの思想が様々な人間性回復療法に反映され、実践されている。宗教学者のマイケル・ヨークは、これらの技術は「霊的に目覚めた人が否定的なものを想像の産物と捉え、それを取り除けるよう手助けすることを目指している」と述べている。シャーリー・マクレーンの著作では、「大いなる自己」を自覚し信頼することでネガティブなものからの解放が目指され、瞑想やヨーガはその準備段階として利用されている。

## 心理学とスピリチュアリティ・オカルトの交差
| ウィリアム・ジェイムズ（左）とユング（右） |  | ウィリアム・ジェイムズ（左）とユング（右） |
| ウィリアム・ジェイムズ（左）とユング（右） |  |                                            |

マリリン・ファーガソンは自著『アクエリアン革命』で、アメリカの心理学者ウィリアム・ジェイムズ、スイスの精神科医カール・グスタフ・ユングといった、意識の拡張と自己超越経験に基づく変容という未来像を作った先駆者たちを扱っている。ジェイムズは宗教は教義ではなく経験と定義し、心の在り方を変えることで自分の運命を作り出すことができると説き、ユングは集合的無意識という概念を考案し、「心理学の神聖化」に貢献した。これは、ニューエイジの思想と実践の重要な要素になっている。
心理学とスピリチュアリティの交差は、1960年代末にかけてエスリン研究所で発展した人間性回復運動に強く見られ、東洋の宗教とユングから大きな影響を受けたトランスパーソナル心理学が発展し、自己の「内なる神」の探究、自己を乗り越え、自己であるところの神となることを目指した。そのための至高体験、宇宙と融合するための神秘体験が求められ、瞑想、超心理学的経験、幻覚剤の使用などのセラピーが行われた。
幸福と成功のために自然や宇宙と波長を合わせ、つながり、存在の大いなる連鎖の中、宇宙の中に自分の場を見出すことが重視され、こうして宇宙的な意識を見出すことが救いであるとされた。心理療法はそのための旅であり、自己救済・意識の統一と覚醒に至るための技術である。神性は自己の内にあると考えられたため、完全な他者である神・外部からやってくる啓示や救いは必要ないと考えられた。（その一方でチャネリングによる啓示は重視されていた。）心は一つであり、全ての心がつながっており、宇宙的存在であるため、人はチャネリングで高次の存在と交信できると考えられた。ニューエイジの指導者やセラピストたちは、宇宙のあらゆる要素の照応を見出すための導きを与えるという。そのための理論はそれぞれ異なっている。
占星術やタロットといった現代でオカルトと呼ばれるような実践は、ニューエイジを経由して、人間性回復運動と人間性心理学の大きな影響を受けて変容し、占いというだけでなく「自己変容」の手段となった。そのため現代の占星術師には、運勢を占って行動のアドバイスをするタイプと、依頼者が自己をより深く理解するよう導く疑似セラピストのタイプがあり、ほとんどの占星術はこの2極の間に存在している。人気のウェイト版タロット（1910年）はユング心理学の元型と類似点を持つテーマを中心とした聖書の物語の絵が描かれており、タロットが今日ではセラピーの道具であること、それが最も一般的な使い方であることが分かる。

## 環境保護・女性的とされてきた要素の重視

ニューエイジの典型的なアイコン。イルカ、虹、星

環境保護運動とフェミニズム運動に大きな影響を受け、地球をひとつの有機体として再発見し、地球を広い宇宙的文脈で捉え直そうという動きが起こり、さらに環境と精神面を結び付けようとした。ニューエイジャーたちの思想は、合理性や家父長制、伝統的宗教や物質的秩序、中産階級的価値観といった社会の主流を構成してきたものに基づいておらず、現代への反動として、従来女性的と考えられてきたような、精神、生殖能力、想像力、本能、感覚、感情といった資質・領域が強調され重視されている。大地の女神ガイアがキリスト教の父なる神に代わるものとして提示され、これは宇宙に統一をもたらす非人格的なエネルギーであるとされる。
また、チャネリングの対象には、大いなる自己や天使、宇宙心（宇宙エネルギー）、上位のマスターなど以外に、イルカなどの動物、植物もみられ、「自然」的存在に心や神性が認められている。

## 重要な拠点

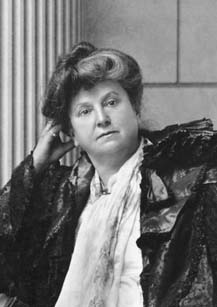
キャサリン・ティングリー

ニューエイジは、アメリカ西海岸、その中心地カリフォルニアと関係が深い。アメリカの神智学協会（ポイント＝ローマ派）を率いたキャサリン・ティングリーが、1897年にカリフォルニアのロマ岬に、理想郷を目指して330エーカーの土地を購入し、諸宗教の文化・建築様式をとり入れた派手で華やかなコミュニティを作った。劇、ヨーガ、ダンスを中心に、実技、創造力、瞑想などのカリキュラムが行われ、音楽が非常に盛んだった。古代遺跡研究所では、『神々の指紋』のようなアトランティス大陸や超古代文明、考古学と神智学の混合したオカルト的な歴史研究が行われ、こうした研究からティングリーは、アメリカこそ世界最古の文明で、その中心はカリフォルニアであり、ロマ岬だと信じるようになった。ティングリーの東洋風の宮廷とも呼ばれたコミュニティは1907年頃が最盛期で、徐々に下火になり、1923年にスキャンダルにより閉鎖したが、このコミュニティの存在により、カリフォルニアはカルトの本場、神秘の国、「魔術の帝国」として知られるようになり、世界中のオカルティストが集まるようになった。ヨーギー（ヨーガ行者）がカリフォルニアに影響を及ぼすようになったのも、この神智学コミュニティを通してであったと言われる。カリフォルニアは、ヒッピー文化、ニューエイジを通して、新しいスピリチュアル文化の中心地、象徴的な土地となった。

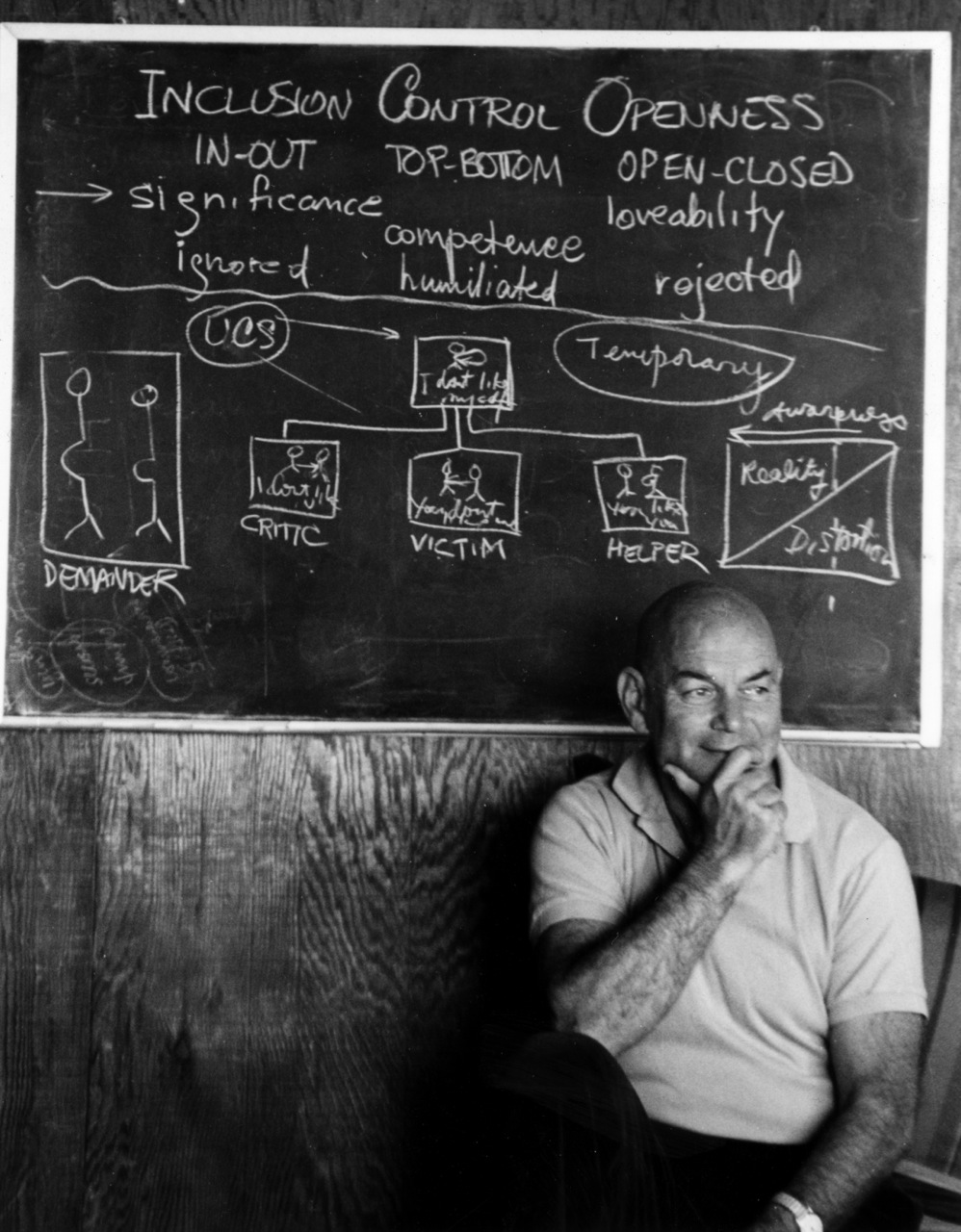
心理学者William Schutz、エスリン研究所にて（1987年）

フレデリック・パールズがゲシュタルト療法を導入したヒューマン・ポテンシャル運動の重要な拠点エスリン研究所は、ロマ岬の近くである。エスリン研究所は、1961年にスタンフォード大学心理学科卒業生のマイケル・マーフィー (作家)とディック・プライスが設立した。「社会的条件付けから人間を解放する方法」を探求し、「抑圧された情動を探してそれをオープンにする」よう努めるものだったという。学者を集め様々なセミナーを有料で行い、感受性訓練に始まるエンカウンタームーブメントとカウンターカルチャーが結びついた潮流の拠点となった。初期の三本柱はエンカウンターグループ、ゲシュタルト療法、ボディワークであった。マーフィーは大規模自己啓発セミナーのエアハード式セミナー・トレーニング（略称：est、エスト）を作ったワーナー・エアハードと親交があり、エスリン研究所はestの助成金を受けたこともある。
もうひとつニューエイジを牽引した団体として、1960年代にスコットランド北部フィンドホーンに設立され、ディーヴァと呼ぶ不可視の存在のアドバイスを得て農業を行っていたというフィンドホーン・サークル（現フィンドホーン財団）がある。

## 資本主義・消費主義との親和性
伝統的な宗教とは異なった形態を取っており、伝統的な宗教よりはるかに大きな消費現象となっている。多くの支持者は反制度的であり、宗教的ではないがスピリチュアルこと（SBNR）に価値を置いている。宗教学者のマイケル・ヨークはニューエイジについて、「スピリチュアルな消費者のスーパーマーケット」であると評しており、自由にスピリチュアルな選択を行うことを肯定し、そうした商品を選択し讃えるといった魅力によって、西洋では伝統宗教を超えた勢力になりつつある。
真なるものが自らの内にあるという自己啓発の神秘主義的な考えは、「スピリチュアリティの目的とは選択することである」、という理解に繋がるが、これは消費者自身が何を買うか判断し選択する権利を大きく評価する資本主義社会と関連が深い。ニューエイジの試みの多くは、無批判的であり鈍感と分類されるような面があり、「努力のいらない楽しいこと」に固執するが、マイケル・ヨークはこれは大きく見れば、「現代の消費社会の反映」であると指摘している。

## ニューエイジの周辺
宗教学者の島薗進は、次の運動をニューエイジの周辺として挙げている。これらの参加者個々人は、周辺ではなく中心に近い人も含まれており、ニューエイジとその周辺の境界も明確ではない。
- ヒューマン・ポテンシャル運動（人間性回復運動）[83]
- トランスパーソナル心理学[83]
- ニューサイエンス、ニューエイジサイエンス：デカルト的二元論をゆるがし、精神的・霊的なものを自然に見出そうという学問的な流れ。ニューフィジックス（新物理学）のデヴィッド・ボーム、散逸構造論のイリヤ・プリゴジン、ガイア仮説のジェームズ・ラブロック、フリッチョフ・カプラなど。[83]
- ネオ・ペイガニズム[83]
- フェミニスト霊性運動（Thealogy）：伝統的な宗教や文明の男性中心性に対する批判と改革への志向を、自己変容や霊的な目覚めに関連させる運動。リーアン・アイスラー（英語版）の『聖杯と剣』がこの潮流の理論的基礎として影響が大きい。ニューエイジにおける社会志向派。[83]
- ディープエコロジー：エコロジーの中で霊性を重視する潮流で、ニューエイジにおける社会志向派。生態系中心主義に立ち、自然保護と自己実現を重ね合わせる。アメリカ緑の党でも有力な考えで、Earth First!やグリーンピース (NGO) にも強い影響がある。[83]
- ホリスティック医療運動：心身の全体的な癒やしを目指し、神秘的な癒やしも活用される。死を受け入れる心構えを重視するため、ホスピス運動とも基盤を同じくする。手かざしを行う世界救世教はニューエイジとは区別されるが、この運動と連携している。[83]
- マクロビオティック[83]
- 運動を構成する観念や実践はニューエイジに近いが、特定の人物の思想や著作を求道の指針とする、新宗教に近い性格を持つ団体・運動。宗教団体より組織性が弱くネットワーク的である。[83]
  - マハリシ・マヘーシュ・ヨーギーの超越瞑想[83]
  - ヘレナ・P・ブラヴァツキーの神智学、神智学協会[83]
  - ルドルフ・シュタイナーの人智学、人智学協会[83]
  - ジッドゥ・クリシュナムルティのクリシュナムルティ財団[83]
  - バグワン・シュリ・ラジニーシのラジニーシ運動[83]
  - ゲオルギイ・グルジエフのグルジエフ財団[83]
- 仏教的瞑想・共同体：禅やチベット仏教、タイ仏教の瞑想センター、ベトナム人僧侶ティク・ナット・ハンをめぐる運動など。[83]
- レイキ[83]
- 気功・合気道：日本以上に霊性開発の面が強調されている。[83]
- UFO宗教、UEOカルト：UFOの到来で進んだ異星人の霊性がもたらされると信じる団体。[83]

この周辺には、さらにメディアと結びついたオカルト大衆文化や呪術＝宗教的大衆文化があり、ニューエイジやその周辺が掲げる理念や実践を取り込んだ商品が大量に販売され、消費されている。また島薗は、明確な中心と組織性のある宗教団体にも、世界観をニューエイジやその周辺と共有しているものが多くあるが、ニューエイジの周辺のさらに周辺に位置するとしている。

## 評価・批判
ニューエイジに文化を借用され、商売道具として利用され、アイデンティティを脅かされている非西洋・先住民族の側からは、文化の盗用、スピリチュアリティの搾取・濫用であり、身勝手に改造し本物のようにふるまうなど文化を汚染しており、神聖な儀式を盗んで冒涜しているという厳しい批判がある。ニューエイジの支持者は、「世界のスピリチュアル文化は今や公有財産であり、誰もが手に入れられるもの」であると反論している。
主要な批判として、ニューエイジの個人の自己実現の探究が、実際には真の意味での宗教文化を生み出すことを妨げているという意見がある。
ニューエイジャーが信奉するマスター（悟りを開いた人）は特定の宗教伝統に属することが多いが、思想史家のバス・J・H・ジェイコブスは、彼らがマスターが属する異なる宗教伝統から霊感、本質的な影響を受けることはほとんどないと述べている。宗教学者のオラフ・ハマーは、ニューエイジは多くの学者が考えるより均一であると述べている。
浅はかで、独善的で、無批判的で鈍感、現実逃避、自己陶酔であり、ほとんどが紛い物の治療のようなものの寄せ集めに過ぎない、安っぽい偽物、迷信、霊的にキッチュ、騙しやすい人々から金を巻き上げる手段にすぎないなどと批判されている。様々な研究者は、ニューエイジ的スピリチュアリティを、一種のスピリチュアルなナルシシズムまたは疑似神秘主義とみなしており、ニューエイジの重要な支持者デイヴィッド・スパングラーですら、ニューエイジャーのナルシシズムと世界からの逃避を指摘している。内面にフォーカスすることで政治的関心の領域が狭まっていく傾向があり、この背景に権威主義の危険性があると指摘されている。スパングラーは、「自分の完全な人生を積極的に造り上げるのではなく、新時代を待つことを口実にして、無力感と無責任にひそかに身をゆだねること」をニューエイジの問題の一つとして挙げている。宗教学者の島薗進も、ニューエイジや新霊性運動は、世界は悲劇に満ちており自分はそれに対して無力だが、自分自身には何かをすることができるとして、社会対立や差別構造から目を背けて内向しがちであると指摘している。
またスパングラーは、「未来と引き換えに行われる過去からの疎外。ただ新しいからというだけの理由で新奇なものを好むこと。…全体性との交わりを引き換えにした、無差別性と識別の欠如。その結果、限界の意義を理解し、尊重することができないこと。…心的現象と知恵の混同、チャネリングとスピリチュアリティの混同、ニューエイジの観点と究極的な真理との混同」などの欠点を列挙している。ただし彼は、こうした欠点は一部のニューエイジャーにしか見られないと述べている。
自己実現を至上とし、ラディカルな個人主義の側面があるため、他者との関わりや連帯が薄いが、孤独であっては自己表現ができない（他者との関係でしか「わたし」は成り立たない）ため、自己実現を目指して個人主義を貫くほど自己実現が妨げられるという矛盾がある。シャーリー・マクレーンの後年の著作6冊は孤独や寂しさのトーンがあり、自己実現と自由のモラルに徹底的に忠実であろうとすれば、「すごく孤独で淋しく」あるしかないのではないか、それは挑戦的で自由な自立した人生の代償として受け入れるべきものだと語られる。しかし、一人で生きることは成長につながらないのではという疑問もあるという。一人きりの暮らしは退屈であり、成長のためには生活の中に、ぶつかり合い受け入れ合う自分と違う相手、成長のチャンスを与えてくれる誰かを持つことが必要で、その相手のいない自分は、結局望んだほど成長していないのではないかと語っている。島薗は、ニューエイジのある種の寂寥感と内向性は、豊かな先進国の、特に高学歴者の性格やライフスタイルの反映と思われると述べている。
ニューエイジ・精神世界・スピリチュアル・自己啓発の世界には、自分を知りコントロールできれば何とかなる、なにかすばらしいブレイクスルーがあるという期待感があり、麻薬のような魅力を放ち人を惹き付けているが、表象文化研究者の加藤有希子は、この期待感がニューエイジとその周辺をキッチュにしている一つの要因であると述べている。
ニューエイジには「救い」の観念の欠如が見られ、同胞愛や奉仕、互助の精神があまりない。ニューエイジャーは、運命の法則は把握でき個人によってコントロールできると考えるため、自立心に富んでいるように見えるが、悪や不幸をリアリティをもって想像できない（しない）傾向があり、ストイックなまでの自立の精神がそのまま他者に向けられ、暗黙の裡に「あなたがそういう境遇にいるのは、あなた自身の責任なのだ」、自業自得なのだというメッセージが発せられる。加藤は、そのような倫理観は、弱者を追い詰める残酷で心の狭い上からの押し付けであり、心構えを変えるだけ現実に変化がみられるほど摩擦の少ない世界に生きるエリートの思考法であると述べている。失敗や不幸が全て自分の気持ちに帰せられるため、積極思考から出発したにもかかわらず、非常に自己嫌悪に陥りやすく、加藤はそもそも「自分をコントロールする」という考えそのものが錯誤である可能性を指摘している。自分を知ってコントロールすることで現実をコントロールできるという考えや「本当の私」への期待は、現在では社会全体に広まり、就活のバイブル的存在の『絶対内定』、文科省が小学生に配布する『心のノート』などにも見られる。
宗教学者の島薗進は、こうしたニューエイジ思想は、貧富の格差や差別の肯定に利用される可能性がある指摘している。多くの宗教が同様の批判を受けてきたが、神や仏といった超越的なものの前での人間の平等が説かれ同胞愛が鼓舞される場合、差別批判の可能性が開かれ、宗教が差別批判の運動を率いることもあった。しかしニューエイジは、同胞愛、平等な人間の横の連帯という理念が乏しいため、差別批判の根拠がはっきりしない。
ポジティブであらねばならないと思い、ネガティブな気持ちを持つことを心配し、常に気持ちを修正し続けることは、強い義務感であり、バーバラ・エーレンライクは『ポジティブ病の国、アメリカ』（Bright-sided 、2009）で、ポジティブシンキングは、ある意味ではカルヴァン主義のような前時代的な厳しい精神修養になっていると指摘している。
人間性回復運動、エスリン研究所、ニューエイジで重視された「自分で自分を変えられる」「自分で自分を作ることができる」という信念は、「自分はなんでもできる」という思考に、そして「望んだ結果は、必ず手に入る」という考えに繋がり、自己変革の手法が商売に展開してビジネスマン向けの自己啓発セミナーが行われた。そして、化粧品の連鎖販売取引を行ったホリディマジックでの人材育成を通して、自己啓発のノウハウ自体がネズミ講の商材ともなっており、これは日本にも上陸している。

### キリスト教からの批判
キリスト教の中からニューエイジに対する批判がなされている。
プロテスタントでは、ルーテル教会マリア福音姉妹会の『偽りのメシア運動』、水草修治 著『ニューエイジの罠』、尾形守著『ニューエイジムーブメントの危険』、奥山実著『悪霊を追い出せ！』等による批判があり、ローマ・カトリック教会は教皇庁文化評議会著、教皇庁諸宗教対話評議会による『ニューエイジについてのキリスト教的考察』を出している。西洋文化の支配的な思想と価値観への屈折した反動であるが、彼らの理想主義的な批判は、自らが批判する文化に典型的にみられるものである、と述べている。まだ心の中にしかないものを現実に投影し、知識と意識を過大に評価することにも注意を促している。
水草修治は、ニューエイジと聖書的キリスト教の相違は「人間中心」のニューエイジと「神中心」のキリスト教にあるとし、キリスト教は神の栄光をあらわすことを目的としているのに対し、ニューエイジにおいては人間が自己実現することが究極の目的であると指摘している。